# Système ferroviaire britannique
 (mai 2021).
Le système ferroviaire britannique (réseau) se caractérise par sa complexité et la multiplicité des intervenants depuis la privatisation de British Rail au milieu des années 1990 et son éclatement en une centaine de sociétés, ainsi que par la mise en place d'organismes de contrôle au niveau étatique. Il ne concerne que la Grande-Bretagne, l'Irlande du Nord disposant de son propre opérateur de réseau ferré.
Le réseau britannique, le plus ancien du monde, compte environ 17 000 km de lignes, dont 3 100 km électrifiées en 25 kilovolt (kv) alternatif et 1 400 en 750 V continu, à captage par 3e rail. Les prix du train au Royaume-Uni sont parmi les plus élevés d’Europe.

## Le cadre général
En 1993, la société historique British Rail a été privatisée.
Le réseau voyageurs a été éclaté en 26 concessions (appelées franchises en anglais) découpées sur une base régionale et concédées, après mise aux enchères, aux entreprises ferroviaires chargées de les exploiter pour une durée variable de 5 à 15 ans. Une dizaine de groupes (Arriva, First Group, GB Railways Group Plc (en), Go-Ahead, Merseytravel (en), National Express Group, Sea Containers (en), Stagecoach Group et Virgin Trains) se sont partagé ce marché qui représente globalement un milliard de voyageurs annuels (autant que la SNCF). Certaines franchises ont récemment[Quand ?] été modifiées. Seules quelques lignes ne font pas partie du système des franchises, dont la liaison internationale avec la France et la Belgique (Eurostar).
Le réseau de fret a été vendu par lots. La plus grande partie a été reprise par la société English, Welsh and Scottish Railway (EWS), émanation à l'origine d'une société ferroviaire américaine (Wisconsin Central Ltd.), qui a été elle-même rachetée par le Canadien National (CN).
L'infrastructure a été vendue à une nouvelle société privée Railtrack, qui a fait faillite et a été reprise en novembre 2002 par Network Rail, une société privée ayant un statut particulier puisque « sans but lucratif », sous l'autorité d'une assemblée de « membres » indépendants. Cette reprise fut souvent interprétée comme une quasi-renationalisation du réseau. La gestion du réseau du temps de Railtrack s'était révélée assez problématique et plusieurs accidents graves ont révélé un très mauvais état du fait d'un manque d'entretien et d'un sous-investissement chronique depuis les années 1980.
Le matériel roulant a été vendu à des sociétés créées par d'anciens cadres de British Rail, qui les ont rapidement revendues à des sociétés financières en faisant au passage de substantiels bénéfices. Les trois principaux loueurs de matériel roulant sont Angel Trains, Porterbrook Leasing Company (en) et HSBC Rail (en), tous dépendants d'une des grandes banques britanniques[Laquelle ?]. Parmi d'autres, on peut nommer GATX Rail (en).
Les organismes chargés de contrôler le fonctionnement du système sont :
- le bureau de régulation du rail (Office of Rail Regulation, anciennement Office of the Rail Regulator jusqu'en 2006), organisme indépendant, est chargé de contrôler le respect de leurs cahiers des charges par les concessionnaires (Train Operating Companies) ;
- l'agence de sécurité du rail, HM Railway Inspectorate, émanation de la Health and Safety Commission (en) avant son rattachement à l'Office de régulation du rail (ORR) en 2006, veille au respect des règles de sécurité ;
- l'autorité stratégique du rail (Strategic Rail Authority) qui veillait au développement harmonieux du système, sous l'autorité du ministère des Transports. Cet organisme gérait, jusqu'en 2006, les concessions passagers et les subventions accordées au fret.

En 2013, le gouvernement conservateur de David Cameron (2010-2015) communique après la multiplication des accidents ferroviaires qui ont augmenté très significativement depuis la privatisation de 1993, les autorités organisent une campagne qui présente ainsi le réseau ferroviaire comme étant « l'un des plus sûrs d'Europe ». L’enquête relative au déraillement de Hatfield (4 morts et 70 blessés en octobre 2000) a permis de comprendre que les gestionnaires privés investissaient très peu dans la sécurité et l'entretien des lignes, l’ensemble de ces dernières étant désormais en mauvais état. L’entreprise a dû remplacer les rails défectueux ; pour cela, elle a demandé des subventions au gouvernement qui ont été partiellement utilisées pour verser des dividendes aux actionnaires. En 2013, un rapport du Centre de recherches sur le changement socioculturel établit que les dépenses publiques dans les réseaux ferroviaires ont été multipliées par six depuis la privatisation en 1993. Selon le document, les sociétés d’exploitation ferroviaire ont bénéficié d’« une envolée des dépenses publiques à partir de 2001, quand l’État s’est vu contraint d’intervenir pour compenser la faiblesse de leurs investissements ».
Dans les années 2010, la forte détérioration du service ferroviaire depuis sa privatisation pose la question de sa renationalisation dans le débat public. La situation s'est particulièrement dégradée dans le sud de l’Angleterre où 80 % des trains arrivent en retard. Par ailleurs, les Britanniques dépenseraient six fois plus que les Français pour se rendre sur leur lieu de travail, soit 14 % de leurs dépenses mensuelles en moyenne, tandis que les coûteuses subventions publiques délivrées au secteur privé ne permettraient pas à ce dernier de gagner en efficacité. En 2017, deux Britanniques sur trois se prononcent en faveur d'une renationalisation complète.
En 2021, est annoncée la création de Great British Railways, entreprise nationale qui sera chargée de l'exploitation du réseau ferroviaire britannique. Elle entrera en service en 2023.

## Les sociétés ferroviaires

### Entreprises ferroviaires fret
- English, Welsh and Scottish Railway Ltd. ;
- Direct Rail Services Ltd. ;
- Freightliner Ltd. ;
- GB Railfreight ;
- Mendip Rail (en).

### Entreprises ferroviaires voyageurs actuelles
- Arriva Trains Wales ;
- C2C ;
- Caledonian Sleeper ;
- Chiltern Railways ;
- CrossCountry ;
- East Midlands Railways ;
- First Capital Connect ;
- First Great Western ;
- First ScotRail ;
- First TransPennine Express ;
- London North Eastern Railway ;
- Southern (Govia Thameslink Railway) ;
- Grand Central ;
- Greater Anglia ;
- London Midland (en) ;
- Northern Rail ;
- Northern Trains ;
- Southeastern ;
- South West Trains ;
- Virgin Trains.
- Virgin Trains East Coast (en) (VTEC) ;

### Gestionnaire de l'infrastructure
- NR - Network Rail.

### Autres
- SO - Serco Railtest (contrôle des voies).

## Situation en 2020
En 2018, une partie du réseau Est, et, en 2020, une partie du réseau Nord, repassent sous contrôle gouvernemental,.
Le projet de ligne rapide "HighSpeed2", entre Londres et Édimbourg, devrait être progressivement opérationnel en 2026-2033.